# Jean Dubois (Sprachwissenschaftler)
Jean Dubois (* 17. August 1920 in Paris; † 15. April 2015) war ein französischer Linguist, Französist, Grammatiker und Lexikograf.

## Leben und Werk
Dubois besuchte in Paris das Collège Stanislas und studierte an der Universität Paris (Sorbonne) das Fach Lettres classiques (klassische Sprachen und Literaturen). Er bestand 1945 die Agrégation de grammaire (Staatsprüfung für das höhere Lehramt) und war Gymnasiallehrer in Le Havre, Chartres, Savigny-sur-Orge und Paris (Lycée Voltaire und Lycée Montaigne). Von 1960 bis 1963 war er zur Forschung an das Centre national de la recherche scientifique (CNRS) abgeordnet. Er habilitierte sich (Doctorat d’État) im März 1963 an der Sorbonne mit den beiden Schriften Le vocabulaire politique et social en France de 1869 à 1872 à travers les oeuvres des écrivains, les revues et les journaux (Paris, Larousse, 1962) und Étude sur la dérivation suffixale en français moderne et contemporain. Essai d'interprétation des mouvements observés dans le domaine de la morphologie des mots construits (Paris, Larousse, 1962) und lehrte bis 1966 an der Universität Tours, dann an der Universität Paris-Nanterre (von 1968 bis 1986 als ordentlicher Professor für Französisch).
In engem Zusammenwirken mit dem Verlag Éditions Larousse, wo sein Bruder Claude Dubois (* 1924; † 8. Juli 2012) bis 1985 Chefredakteur der Abteilung Wörterbücher und Lexika war, schuf Jean Dubois zwischen 1960 und 1980 eine Reihe von linguistisch und didaktisch innovativen Wörterbüchern, die ihrer Zeit voraus waren, deshalb nur mäßigen Markterfolg erzielen konnten und später mangels Computerisierung in Vergessenheit gerieten. Flankierend dazu legte er 1971 mit Claude Dubois eine der ersten Einführungen in die Wörterbuchforschung vor.
Daneben veröffentlichte Dubois in den sechziger Jahren eine Reihe von strukturellen (und transformationellen) Grammatiken des Französischen, die weltweit rezipiert wurden und ihn zu einem der bekanntesten französischen Vertreter des Strukturalismus und der modernen Linguistik überhaupt machten. Als Forum für die moderne Forschung begründete er im Larousse-Verlag die Zeitschriften Langages (1966) und Langue française (1969, mit Jean-Claude Chevalier).
Bis ins hohe Alter arbeitete Jean Dubois mit Françoise Dubois-Charlier zusammen an linguistisch konzipierten digitalen Wörterbüchern, deren Analyse und Nutzung am 1. Juli 2014 Gegenstand eines Workshops an der Universität Aix-Marseille war. Es liegen vor: Les verbes français (LVF): 25 609 Einträge; Locutions verbales (LOCV): 3 510 Einträge; Locutions en français (LEF): 7 500 Einträge; Dictionnaire des suffixes en français (DSF): 8 593 Einträge (609 Suffixe); Composition et préfixation en français (CPF): 65 536 Einträge (671 Präfixe); Dictionnaire Electronique des mots (DEM): 144 000 Einträge.
Zahlreiche Sprachwissenschaftler wurden von Jean Dubois promoviert bzw. habilitiert (u. a. Yvette Galet, Michel Galmiche, Jacqueline Giry-Schneider, Maurice Gross, Claude Gruaz, Blanche Grunig, Louis Guespin, Danielle Leeman, Jean-Baptiste Marcellesi, Frank Marchand, Serge Meleuc, Annie Monnerie-Goarin, Christian Nique, Anne-Marie Pelletier, Josette Rey-Debove, Françoise Robert, Denis Slakta, Jean-Pierre Sueur, Joseph Sumpf).

## Weitere Werke

### Wörterbücher und Wörterbuchforschung
- (mit René Lagane) Dictionnaire de la langue française classique, Paris, Belin, 1960.
  - Dictionnaire du français classique, Paris, Larousse, 1971, 1988, 2001.
- (mit Albert Dauzat und Henri Mitterand) Nouveau dictionnaire étymologique et historique, Paris, Larousse, 1964, 1981, 1991, 1993, 2001.
  - Dictionnaire étymologique et historique du français, Paris, Larousse, 2005.
- (mit René Lagane, Georges Niobey, Didier Casalis, Jacqueline Casalis und Henri Meschonnic) Dictionnaire du français contemporain, Paris, Larousse, 1967 (frühes Sigel: DFC).
  - Dictionnaire du français contemporain illustré (DFC), Paris, Larousse, 1980.
  - Petit dictionnaire de la langue française, Paris, Larousse 1988.
- (mit Claude Dubois) Introduction à la lexicographie. Le dictionnaire, Paris, Larousse, 1971.
- (mit anderen) Dictionnaire de linguistique, Paris, Larousse, 1973, 1994 (italienisch, Bologna 1979; spanisch, Madrid 1979, 1983, 1998; portugiesisch, São Paulo 2001).
  - Linguistique & sciences du langage. Grand dictionnaire, Paris, Larousse, 2001, 2007.
- (Hrsg.) Lexis. Dictionnaire de la langue française, Paris, Larousse, 1975.
  - (Hrsg.) Lexis. Larousse de la langue française, Paris, Larousse, 1979, 2002.
  - (Hrsg.) Le Lexis. Le dictionnaire érudit de la langue française, Paris, Larousse, 2014.
- (mit Françoise Dubois-Charlier) Dictionnaire du français langue étrangère, 2 Bde., Paris, Larousse, 1978–1979; Frankfurt am Main, Diesterweg, 1983.
- (mit anderen) Dictionnaire du français au collège, Paris, Larousse, 1986 (durchalphabetisierte Fassung von DFC 1980).
- (mit anderen) Dictionnaire de poche de la langue française, Paris, Hachette, 1993.
- (mit Françoise Dubois-Charlier) Dictionnaire électronique des verbes français (LVF), 2013 ().
- (mit Françoise Dubois-Charlier) Dictionnaire électronique des mots français (DEM), 2010.

### Grammatik und Wortbildung
- Grammaire structurale. Nom et pronom, Paris, Larousse, 1965.
- Grammaire structurale. Le verbe, Paris, Larousse, 1965.
- Grammaire structurale. La phrase et les transformations, Paris, Larousse, 1969.
- (mit Françoise Dubois-Charlier) Eléments de linguistique française, Paris, Larousse, 1970.
- (mit René Lagane) La nouvelle grammaire du français, Paris, Larousse, 1973, 1988.
- Grammaire de base, Paris, Larousse, 1976.
- (mit Françoise Dubois-Charlier) Larousse de l'orthographe, Paris, Larousse, 1982, 1994.
- (mit Françoise Dubois-Charlier) Les verbes français, Paris, Larousse, 1997.
- (mit Françoise Dubois-Charlier) La dérivation suffixale, Paris, Nathan, 1999.
- (mit Françoise Dubois-Charlier) Le nombre en français, Paris, EME, 2015.

### Psycholinguistik
- (mit Henry Hécaen) La naissance de la neuropsychologie du langage 1825-1865. Textes et documents, Paris, Flammarion, 1969.